# Secret d'État (série de romans)
Pour les articles homonymes, voir Secret d'État (homonymie).
Secret d'État est une série de trois romans de Juliette Benzoni parus en 1997 et 1998 chez Plon, puis en poche aux éditions Pocket.

## Romans
- La Chambre de la reine (1997)
- Le Roi des Halles (1998)
- Le Prisonnier masqué (1998)